# Opel-Sander RAK.1
Die Opel-Sander RAK.1 war ein von Julius Hatry konstruiertes und gebautes Raketenflugzeug.

## Geschichte

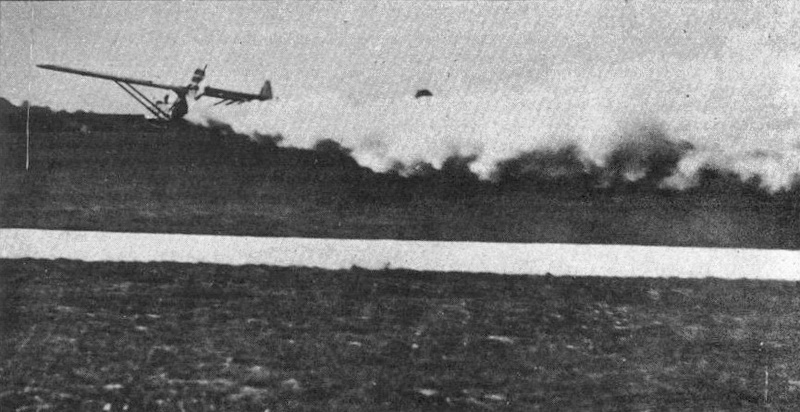
Opel RAK.1 im Flug

Der deutsche Industrielle Fritz von Opel finanzierte den ersten bemannten Raketenflug am 11. Juni 1928 auf der Wasserkuppe mit der Lippisch-Ente und dem Piloten Fritz Stamer.
Da die Lippisch-Ente beim dritten Versuch verbrannte, nahm er Kontakt zum Flugzeugbauer Julius Hatry auf, um ihm den RAK.1, ein fast fertiggestelltes Segelflugzeug speziell für Raketenstarts, abzukaufen. Hatry und Fritz von Opel schlossen einen Vertrag, der vorsah, dass Hatry das Flugzeug fertigstellen und einfliegen sollte; anschließend sollte Opel den RAK.1 öffentlich vorführen. Nach dieser Vorführung sollte dann wieder Hatry das Flugzeug in ganz Deutschland vorfliegen.
Am 10. September 1929 flog Julius Hatry bei Kelsterbach nach einem raketenunterstützten Gummiseilstart etwa 1,4 km weit.
Fritz von Opel startete am 30. September 1929 vor großem Publikum und laufenden Kameras auf dem damaligen Frankfurter Flugplatz Flughafen Frankfurt-Rebstock auf dem Rebstockgelände. Dem erfolgreichen dritten Start an diesem Tag waren zwei Fehlversuche vorausgegangen, bei denen die Antriebsraketen nach dem Katapultstart zu spät gezündet hatten. Das Flugzeug erreichte eine Geschwindigkeit von 100 Kilometern pro Stunde und eine Höhe von etwa 20 Metern. Nach 80 Sekunden und etwa zwei Kilometern Flugstrecke versagte der Antrieb. Bei der Landung wurde das Flugzeug stark beschädigt und nicht wieder flugfähig gemacht. Opel blieb unverletzt.

## Konstruktion

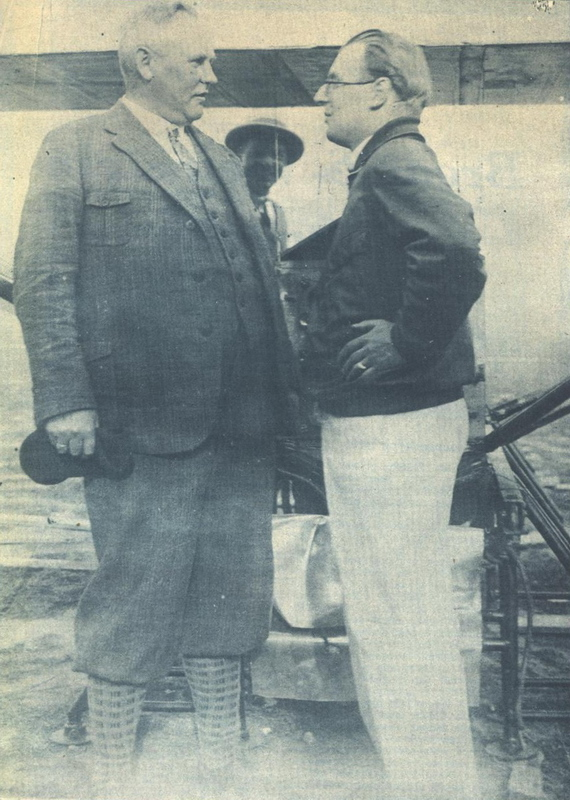
Friedrich Wilhelm Sander (links) und Fritz von Opel (rechts) vor dem Raketenflugzeug Opel-Sander RAK.1 in Frankfurt-Rebstock am 30. September 1929

Julius Hatry baute den Schulterdecker in Holzbauweise. Das doppelte Seitenleitwerk wurde an zwei Auslegern am Flügel mit einem gemeinsamen Höhenleitwerk verbunden. Damit war das Leitwerk weit vom Abgasstrahl der Feststoffraketen entfernt angeordnet.
Die 16 Feststoffraketen kamen von Friedrich Wilhelm Sander, der mit Fritz von Opel zu der Zeit zahlreiche Versuche mit Feststoffraketen als Antrieb unternahm. Die Opel-Werke fertigten das 18 Meter lange Katapult mit Raketenschlitten für den Start in Rebstock.
Ein Nachbau dieses Flugzeugs in Originalgröße ist im Technoseum in Mannheim ausgestellt.